# Quercus byarsii
Quercus byarsii är en bokväxtart som beskrevs av George Bishop Sudworth och William Trelease. Quercus byarsii ingår i släktet ekar, och familjen bokväxter.
Artens utbredningsområde är Tennessee. Inga underarter finns listade.